# Bernard Myśliwek
Bernard Myśliwek (ur. 11 marca 1909 w Grębocinie, zm. 30 września 1942 w Gdyni), przybrane nazwisko Emil Krenz, pseudonim Konrad – polski instruktor harcerski, komendant Chorągwi Pomorskiej Szarych Szeregów (1940-1942), organizator wywiadu Armii Krajowej na Pomorzu Gdańskim.

## Życiorys
Wychowywał się i uczęszczał do szkoły powszechnej w Neu Welzow w Niemczech, gdzie jego ojczym Stanisław Kaczmarek pracował jako górnik. Od 1922 mieszkał w Toruniu. Tam podczas nauki w Publicznej Szkole Powszechnej nr 5 wstąpił do drużyny harcerskiej dowodzonej przez Romana Truszczyńskiego. Po ukończeniu szkoły pracował jako goniec w księgarni i biurze Elektrowni i Gazowni Miejskiej w Toruniu. W latach 1930–1931 odbywał służbę wojskowa w żandarmerii w Grudziądzu i Gdyni. Był członkiem ochrony Józefa Piłsudskiego podczas podróży na Maderę. Po powrocie ze służby po interwencji prezydenta Ignacego Mościckiego wrócił do pracy w elektrowni. Został także drużynowym 3 Pomorskiej Drużyny Żeglarskiej im. Jana z Kolna, specjalizującej się w modelarstwie szkutniczym. W tym charakterze organizował harcerskie zawody modeli pływających. Prowadził szkolenia drużyn żeglarskich w Toruniu i na Jeziorze Charzykowskim. Odbywał rejsy po Bałtyku na jachtach i żaglowcu „Zawisza Czarny”. W 1932 wziął udział w Międzynarodowym Zlocie Skautów Wodnych w Garczynie. W 1936 otrzymał stopień podharcmistrza i został pilotem, czyli zwierzchnikiem wszystkich drużyn żeglarskich w Komendzie Chorągwi Pomorskiej Harcerzy w Toruniu. W 1938 zorganizował wśród instruktorów chorągwi fundusz, z którego miał zostać sfinansowana budowa chorągwianego ośrodka żeglarskiego. W 1939 pracował w placówce Dyrekcji Okręgowej Kolei Państwowej w Bydgoszczy. 
Wziął udział w wojnie obronnej Polski jako podoficer żandarmerii wojskowej, m.in. w ochronie sztabu armii „Pomorze”. Na początku października 1939 został zwolniony z niewoli niemieckiej jako urodzony na Pomorzu. W 1939 ożenił się z poznaną cztery lata wcześniej na zlocie w Spale harcerką z Chojnic Jadwigą Łątkowską, z którą miał urodzonego 29 grudnia 1940 syna Norberta. Od 1939 wraz z innymi harcerzami i instruktorami brał udział w działalności konspiracyjnej w Chojnicach. Pracował w tym mieście jako zaopatrzeniowiec w wytwórni wódek i koniaków oraz w sklepie z wyrobami skórzanymi i obuwniczymi teścia. Mieszkał przy ulicy Człuchowskiej 5. W maju 1940 został mianowany przez wysłannika Głównej Kwatery Szarych Szeregów Benedykta Porożyńskiego komendantem Chorągwi Pomorskiej Szarych Szeregów, kryptonim „Lina”. Wstąpił wtedy również do Związku Walki Zbrojnej, w którym używał pseudonimu „Konrad”.
Był jednym z najaktywniejszych organizatorów sieci łączności i wywiadu Związku Walki Zbrojnej-Armii Krajowej na Pomorzu. W 1941 podczas pobytu w Warszawie otrzymał misję organizowania na Wybrzeżu agend tajnej organizacji żołnierzy Marynarki Wojennej i specjalistów morskich „Alfa”, która od 1942 stanowiła Wydział Marynarki Wojennej Komendy Głównej Armii Krajowej. Jako członek „Alfy” przy pomocy innych harcerzy i marynarzy zorganizował sabotażowo-dywersyjno-wywiadowczą grupę „Ogródek” oraz sieć łączności i wywiadu morskiego w polskich portach. Stworzył dla niej dwa punkty kontaktowe w Gdyni-Orłowie (mieszkania Leokadii Śliwińskiej przy Wrocławskiej i Zygmunta Garbego przy Orzechowej). Brał także udział w przekazywaniu informacji wywiadowczych oraz łączników i zagrożonych aresztowaniem ludzi do Szwecji. Odbywał podróże wywiadowcze do Berlina i innych miast Rzeszy Niemieckiej oraz dostarczał meldunki do Warszawy. Uczestniczył z ramienia AK w rozmowach scaleniowych z Gryfem Pomorskim w leśniczówce Długie.
W sierpniu 1942 r. został zadenuncjowany przez żonę. Ukrywał się przed aresztowaniem w Gdyni – Małym Kacku i Orłowie. Po wydaniu jego kryjówki przez agenta Witolda Świętochowskiego został aresztowany przez gdyńskie Gestapo i poddany ostremu śledztwu w jego siedzibie na Kamiennej Górze, w którym nie wydał nikogo z towarzyszy. Popełnił samobójstwo 30 września 1942 r. Jego miejsce pochówku nie jest znane.

## Upamiętnienia
Od 21 grudnia 2012 Bernard Myśliwek jest patronem ulicy w Chojnicach.